# باغ‌وحش یخ‌زده

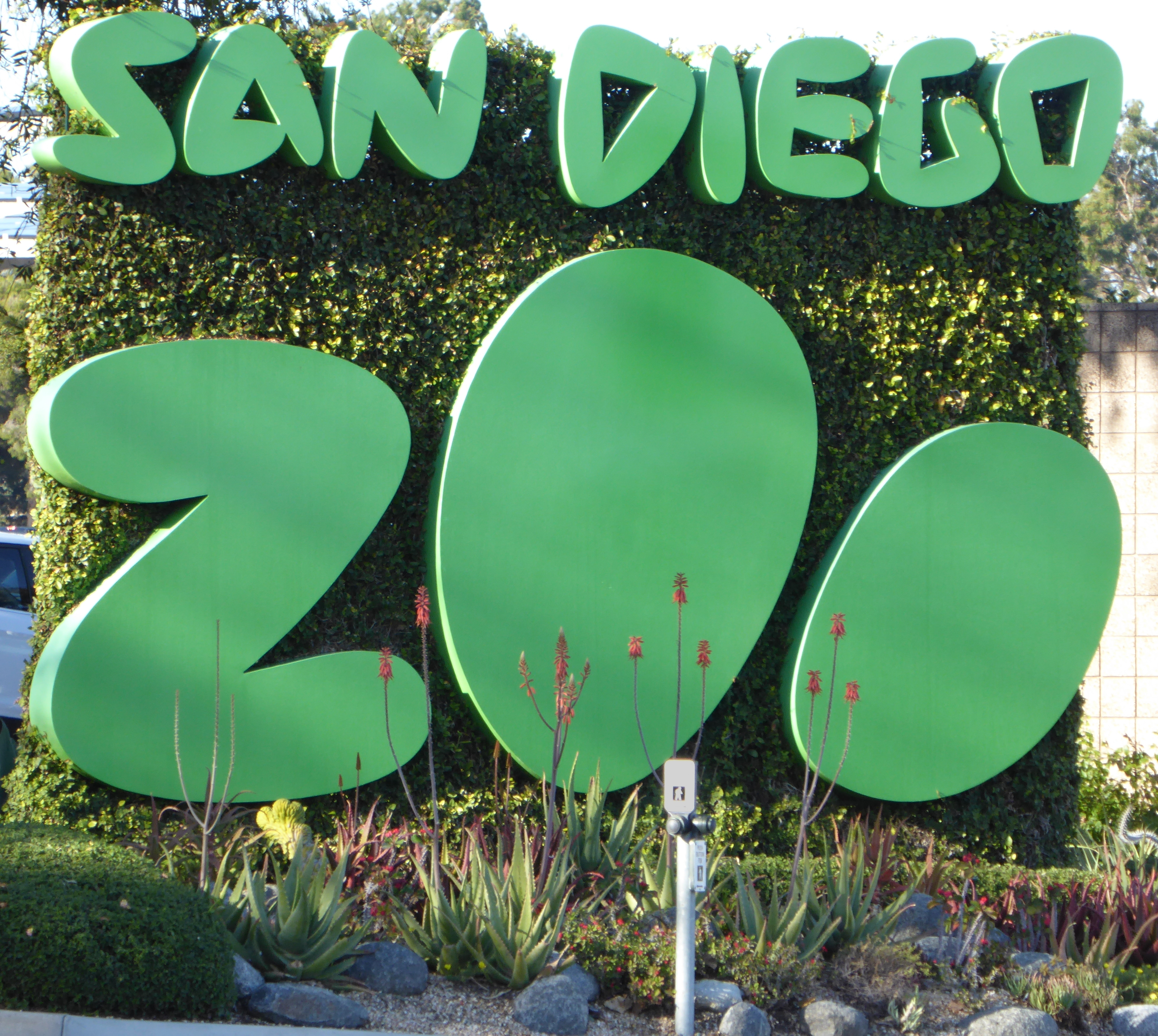
باغ‌وحش سن دیگو اولین برنامه «باغ‌وحش یخ‌زده» را در سال ۱۹۷۲ تأسیس کرد.

باغ‌وحش یخ‌زده (انگلیسی: Frozen zoo) یک مرکز ذخیره‌سازی است که در آن مواد ژنتیکی گرفته شده از حیوانات (مانند دی‌ان‌ای، اسپرم، تخمک، رویان و بافت زنده) در دمای بسیار پایین (۱۹۶- درجه سانتیگراد) در مخازن نیتروژن مایع ذخیره می‌شود. مواد حفظ شده به این روش را می‌توان به‌طور نامحدود ذخیره کرد و برای درون‌کاشت مصنوعی، لقاح مصنوعی، انتقال جنین و شبیه‌سازی استفاده کرد. برخی از تأسیسات نیز مواد گیاهی (معمولاً بذرها) را جمع‌آوری و منجمد می‌کنند.
اولین باغ‌وحش یخ‌زده در باغ‌وحش سن دیگو توسط آسیب‌شناس کرت بنیرشکه در سال ۱۹۷۲ تأسیس شد. در آن زمان هیچ فناوری برای استفاده از این مجموعه وجود نداشت، اما بنیرشکه معتقد بود چنین فناوری در آینده توسعه خواهد یافت. ایده باغ‌وحش یخ‌زده بعداً در مقاله گریگوری بنفورد در سال ۱۹۹۲ حمایت شد که کتابخانه زندگی را پیشنهاد می‌کرد. باغ‌وحش‌هایی مانند باغ‌وحش سن دیگو و برنامه‌های تحقیقاتی مانند مرکز تحقیقاتی آدبان برای تحقیقات روی گونه‌های در خطر انقراض، مواد ژنتیکی را به منظور حفاظت از تنوع خزانه ژنی گونه‌های در خطر انقراض و در بحران انقراض، یا فراهم کردن امکان معرفی مجدد گونه‌های منقرض شده مانند ببر تاسمانی و ماموت ذخیره می‌کنند.
جمع‌آوری مواد برای یک باغ‌وحش یخ‌زده با توجه به فراوانی اسپرم در نرها ساده است. پس از مرگ حیوان نیز می‌توان از آن اسپرم گرفت. اما تولید تخم‌ها معمولاً در ماده‌ها کم است، که می‌تواند از طریق درمان هورمون تراپی برای به دست آوردن ۱۰ تا ۲۰ اووسیت، بسته به گونه، افزایش یابد. برخی از باغ‌وحش‌های یخ‌زده ترجیح می‌دهند تخم‌ها را بارور کرده و جنین حاصل را منجمد کنند، زیرا جنین‌ها تحت فرایند انجماد انعطاف‌پذیرتر هستند. برخی از مراکز نیز نمونه‌های سلولی پوست حیوانات در حال انقراض یا گونه‌های منقرض شده را جمع‌آوری می‌کنند. مؤسسه پژوهشی اسکریپس با موفقیت سلول‌های پوست را به کشت سلول‌های خاصی به نام سلول بنیادی پرتوان القایی (سلول‌های IPS) تبدیل کرده است. از نظر تئوری امکان ساخت سلول‌های اسپرم و تخمک از این سلول‌های آی‌پی‌اس وجود دارد.
از سال ۲۰۲۱، چندین حیوان که سلول‌های آنها در باغ‌وحش‌های یخ‌زده نگهداری می‌شد، برای افزایش تنوع ژنتیکی گونه‌های در خطر انقراض، شبیه‌سازی شده‌اند. یک تلاش برای شبیه‌سازی یک گونه منقرض شده در سال ۲۰۰۳ انجام شد. پازن پیرنیه تازه متولد شده به دلیل یک اختلال رشد که ممکن است به شبیه‌سازی مرتبط باشد مرده است و اکنون نمونه‌های ژنتیکی کافی در باغ‌وحش‌های یخ‌زده برای ایجاد مجدد جمعیت پازن پیرنه وجود ندارد.